# Lista de parlamentares do Piauí
Relacionamos a seguir a composição da bancada do Piauí no Congresso Nacional após o término do Estado Novo em 1945 conforme dispõem os arquivos do Senado Federal, Câmara dos Deputados e Tribunal Superior Eleitoral, ressalvando que mandatos exercidos via suplência serão citados apenas mediante morte, impedimento ou renúncia dos titulares ou nas hipóteses previstas no Art. 56 – I da Constituição.

## Organização das listas
Na confecção das tabelas a seguir foi observada a grafia do nome parlamentar adotado por cada um dos representantes do estado no Congresso Nacional, e quanto à ordem dos parlamentares foi observado o critério do número de mandatos e caso estes coincidam será observado o primeiro ano em que cada parlamentar foi eleito e, havendo nova coincidência, usa-se a ordem alfabética.

## Relação dos senadores eleitos
| Senadores eleitos     | Naturalidade             | Mandatos | Ano da eleição | Notas                 | Referências |
| --------------------- | ------------------------ | -------- | -------------- | --------------------- | ----------- |
| Matias Olímpio        | Barras, PI               | 02       | 1945, 1954     |                       |             |
| Petrônio Portela      | Valença do Piauí, PI     | 02       | 1966, 1974     | [ nota 2 ]            | [ 5 ]       |
| Helvídio Nunes        | Picos, PI                | 02       | 1970, 1978     | [ nota 3 ]            |             |
| Hugo Napoleão         | Portland, EUA            | 02       | 1986, 1994     | [ nota 4 ]            |             |
| Ciro Nogueira         | Teresina, PI             | 02       | 2010, 2018     | [ nota 5 ]            | [ 6 ] [ 7 ] |
| Wellington Dias       | Oeiras, PI               | 02       | 2010, 2022     | [ nota 6 ]            | [ 8 ] [ 9 ] |
| Esmaragdo de Freitas  | Floriano, PI             | 01       | 1945           | [ nota 7 ] [ nota 8 ] | [ 10 ]      |
| Joaquim Pires         | Barras, PI               | 01       | 1947           | [ nota 8 ]            | [ 10 ]      |
| Ribeiro Gonçalves     | Amarante, PI             | 01       | 1947           | [ nota 9 ] [ nota 8 ] | [ 10 ]      |
| Arêa Leão             | Teresina, PI             | 01       | 1950           | [ nota 10 ]           |             |
| Leônidas Melo         | Barras, PI               | 01       | 1954           |                       |             |
| Joaquim Parente       | Bom Jesus, PI            | 01       | 1958           |                       |             |
| José Cândido Ferraz   | Teresina, PI             | 01       | 1962           |                       |             |
| Sigefredo Pacheco     | Campo Maior, PI          | 01       | 1962           |                       |             |
| Fausto Castelo Branco | Teresina, PI             | 01       | 1970           |                       |             |
| Dirceu Arcoverde      | Amarante, PI             | 01       | 1978           | [ nota 11 ]           |             |
| João Lobo             | Floriano, PI             | 01       | 1982           |                       | [ 11 ]      |
| Chagas Rodrigues      | Parnaíba, PI             | 01       | 1986           |                       | [ 12 ]      |
| Lucídio Portela       | Valença do Piauí, PI     | 01       | 1990           |                       | [ 13 ]      |
| Freitas Neto          | Teresina, PI             | 01       | 1994           |                       |             |
| Alberto Silva         | Parnaíba, PI             | 01       | 1998           | [ nota 12 ]           | [ 14 ]      |
| Heráclito Fortes      | Teresina, PI             | 01       | 2002           |                       |             |
| Mão Santa             | Parnaíba, PI             | 01       | 2002           |                       |             |
| João Vicente Claudino | Cajazeiras, PB           | 01       | 2006           |                       |             |
| Elmano Ferrer         | Lavras da Mangabeira, CE | 01       | 2014           |                       | [ 15 ]      |
| Marcelo Castro        | São Raimundo Nonato, PI  | 01       | 2018           |                       |             |
| Fontes:               |                          |          |                |                       |             |

## Relação dos deputados federais eleitos
| Deputado federal           | Naturalidade               | Mandatos | Ano da eleição                                 | Notas                   | Referências   |
| -------------------------- | -------------------------- | -------- | ---------------------------------------------- | ----------------------- | ------------- |
| Átila Lira                 | Piripiri, PI               | 08       | 1986, 1990, 1998, 2002, 2006, 2010, 2014, 2018 |                         | [ 16 ]        |
| Paes Landim                | São João do Piauí, PI      | 08       | 1986, 1990, 1994, 1998, 2002, 2006, 2010, 2014 |                         |               |
| Júlio César                | Guadalupe, PI              | 07       | 1994, 2002, 2006, 2010, 2014, 2018, 2022       |                         |               |
| Milton Brandão             | Pedro II, PI               | 06       | 1954, 1958, 1966, 1970, 1978, 1982             | [ nota 13 ]             |               |
| Mussa Demes                | Floriano, PI               | 06       | 1986, 1990, 1994, 1998, 2002, 2006             | [ nota 14 ]             | [ 17 ]        |
| Heráclito Fortes           | Teresina, PI               | 05       | 1982, 1986, 1994, 1998, 2014                   | [ nota 15 ] [ nota 16 ] | [ 18 ]        |
| Marcelo Castro             | São Raimundo Nonato, PI    | 05       | 1998, 2002, 2006, 2010, 2014                   | [ nota 17 ]             | [ 19 ]        |
| José Cândido Ferraz        | Teresina, PI               | 04       | 1945, 1950, 1954, 1958                         |                         |               |
| Chagas Rodrigues           | Parnaíba, PI               | 04       | 1950, 1954, 1962, 1966                         | [ nota 18 ]             | [ 12 ] [ 20 ] |
| Heitor Cavalcanti          | Paulistana, PI             | 04       | 1958, 1962, 1966, 1970                         | [ nota 19 ]             |               |
| Dirno Pires                | Rio de Janeiro, RJ         | 04       | 1958, 1962, 1970, 1974                         |                         |               |
| Paulo Ferraz               | Teresina, PI               | 04       | 1966, 1970, 1974, 1978                         | [ nota 20 ]             |               |
| Benedito Sá                | Oeiras, PI                 | 04       | 1990, 1994, 1998, 2002                         |                         |               |
| Ciro Nogueira              | Teresina, PI               | 04       | 1994, 1998, 2002, 2006                         |                         |               |
| Sigefredo Pacheco          | Campo Maior, PI            | 03       | 1945, 1950, 1954                               |                         |               |
| Manoel Santos              | Bom Jesus, PI              | 03       | 1962, 1966, 1970                               | [ nota 21 ]             |               |
| Pinheiro Machado           | Parnaíba, PI               | 03       | 1970, 1974, 1978                               | [ nota 22 ]             |               |
| José Luís Maia             | Picos, PI                  | 03       | 1982, 1986, 1990                               |                         |               |
| Hugo Napoleão              | Portland, EUA              | 03       | 1974, 1978, 2010                               |                         |               |
| João Henrique              | Teresina, PI               | 03       | 1990, 1994, 1998                               |                         |               |
| Assis Carvalho             | Oeiras, PI                 | 03       | 2010, 2014, 2018                               | [ nota 23 ]             | [ 21 ]        |
| Iracema Portela            | Teresina, PI               | 03       | 2010, 2014, 2018                               |                         |               |
| Rejane Dias                | São João do Piauí, PI      | 03       | 2014, 2018, 2022                               | [ nota 24 ]             | [ 22 ]        |
| Adelmar Rocha              | Bertolínia, PI             | 02       | 1934, 1945                                     | [ nota 9 ]              |               |
| Antônio Correia            | União, PI                  | 02       | 1945, 1950                                     |                         |               |
| José Vitorino Correia      | Itapecerica, MG            | 02       | 1950, 1954                                     |                         |               |
| Ezequias Costa             | Barras, PI                 | 02       | 1962, 1966                                     |                         |               |
| Adalberto Correia Lima     | Tauá, CE                   | 02       | 1974, 1978                                     |                         |               |
| Murilo Rezende             | Piripiri, PI               | 02       | 1974, 1990                                     |                         |               |
| Ludgero Raulino            | Altos, PI                  | 02       | 1978, 1982                                     |                         |               |
| Ciro Nogueira              | Pedro II, PI               | 02       | 1982, 1990                                     | [ nota 25 ]             | [ 23 ]        |
| Jesus Tajra                | Teresina, PI               | 02       | 1986, 1990                                     |                         |               |
| Paulo Silva                | Parnaíba, PI               | 02       | 1986, 1990                                     |                         |               |
| Felipe Mendes              | Simplício Mendes, PI       | 02       | 1986, 1994                                     |                         |               |
| Alberto Silva              | Parnaíba, PI               | 02       | 1994, 2006                                     | [ nota 12 ]             | [ 14 ]        |
| Osmar Júnior               | São Paulo, SP              | 02       | 2006, 2010                                     |                         |               |
| Fábio Abreu                | Fortaleza, CE              | 02       | 2014, 2018                                     |                         |               |
| Flávio Nogueira            | Alto Santo, CE             | 02       | 2018, 2022                                     |                         |               |
| Marcos Aurélio Sampaio     | Teresina, PI               | 02       | 2018, 2022                                     |                         |               |
| Arêa Leão                  | Teresina, PI               | 01       | 1945                                           |                         |               |
| Coelho Rodrigues           | Genebra, SUI               | 01       | 1945                                           |                         |               |
| Renault Leite              | Barbacena, MG              | 01       | 1945                                           |                         | [ 24 ]        |
| Demerval Lobão             | Campo Maior, PI            | 01       | 1950                                           |                         |               |
| Leônidas Melo              | Barras, PI                 | 01       | 1950                                           |                         |               |
| Hugo Napoleão              | União, PI                  | 01       | 1954                                           | [ nota 9 ]              |               |
| Marcos Parente             | Bom Jesus, PI              | 01       | 1954                                           | [ nota 26 ]             |               |
| Clidenor Santos            | Miguel Alves, PI           | 01       | 1958                                           |                         |               |
| Laurentino Pereira         | São João do Piauí, PI      | 01       | 1958                                           |                         |               |
| Lustosa Sobrinho           | Gilbués, PI                | 01       | 1958                                           |                         |               |
| Gaioso e Almendra          | Teresina, PI               | 01       | 1962                                           |                         |               |
| Moura Santos               | Picos, PI                  | 01       | 1962                                           |                         |               |
| João Olímpio de Melo       | Tarauacá, AC               | 01       | 1962                                           |                         |               |
| Fausto Castelo Branco      | Teresina, PI               | 01       | 1966                                           |                         |               |
| Joaquim Parente            | Bom Jesus, PI              | 01       | 1966                                           |                         |               |
| Severo Eulálio             | Picos, PI                  | 01       | 1970                                           |                         |               |
| Celso Barros               | Pastos Bons, MA            | 01       | 1974                                           |                         | [ 25 ]        |
| João Clímaco d'Almeida     | Teresina, PI               | 01       | 1974                                           |                         |               |
| Carlos Augusto de Oliveira | José de Freitas, PI        | 01       | 1978                                           |                         |               |
| Joel Ribeiro               | Guadalupe, PI              | 01       | 1978                                           |                         | [ 26 ]        |
| Freitas Neto               | Teresina, PI               | 01       | 1982                                           |                         |               |
| Jônathas Nunes             | Jerumenha, PI              | 01       | 1982                                           |                         |               |
| Tapety Júnior              | Oeiras, PI                 | 01       | 1982                                           |                         |               |
| Wall Ferraz                | Teresina, PI               | 01       | 1982                                           | [ nota 27 ]             |               |
| Jesualdo Cavalcanti        | Corrente, PI               | 01       | 1986                                           |                         |               |
| Myriam Portela             | Rio de Janeiro, RJ         | 01       | 1986                                           |                         | [ 27 ]        |
| Ari Magalhães              | Oeiras, PI                 | 01       | 1994                                           |                         | [ 28 ]        |
| Themístocles Sampaio       | Esperantina, PI            | 01       | 1998                                           |                         | [ 29 ]        |
| Wellington Dias            | Oeiras, PI                 | 01       | 1998                                           | [ nota 28 ]             |               |
| Afonso Gil                 | Belém, PA                  | 01       | 2002                                           | [ nota 29 ]             | [ 30 ]        |
| Francisca Trindade         | Teresina, PI               | 01       | 2002                                           | [ nota 30 ]             | [ 31 ]        |
| Moraes Souza               | Parnaíba, PI               | 01       | 2002                                           |                         |               |
| Antônio José Medeiros      | União, PI                  | 01       | 2006                                           |                         |               |
| Nazareno Fonteles          | Acaraú, CE                 | 01       | 2006                                           |                         |               |
| Jesus Rodrigues            | Rio de Janeiro, RJ         | 01       | 2010                                           |                         |               |
| Marllos Sampaio            | Teresina, PI               | 01       | 2010                                           |                         |               |
| Rodrigo Martins            | Teresina, PI               | 01       | 2014                                           |                         |               |
| Margarete Coelho           | São Raimundo Nonato, PI    | 01       | 2018                                           | [ nota 31 ]             |               |
| Marina Santos              | Picos, PI                  | 01       | 2018                                           |                         |               |
| Átila Lira                 | Teresina, PI               | 01       | 2022                                           |                         |               |
| Castro Neto                | Teresina, PI               | 01       | 2022                                           |                         |               |
| Florentino Neto            | Buriti dos Lopes, PI       | 01       | 2022                                           |                         |               |
| Francisco Costa            | São Francisco do Piauí, PI | 01       | 2022                                           |                         |               |
| Jadyel Alencar             | Teresina, PI               | 01       | 2022                                           |                         |               |
| Júlio Arcoverde            | Teresina, PI               | 01       | 2022                                           |                         |               |
| Fontes:                    |                            |          |                                                |                         |               |

## Mandatos nas duas casas
Foram eleitos alternadamente para senador e deputado federal pelo Piauí os seguintes políticos: Alberto Silva, Arêa Leão, Chagas Rodrigues, Ciro Nogueira, Fausto Castelo Branco, Freitas Neto, Heráclito Fortes, Hugo Napoleão, Joaquim Parente, José Cândido Ferraz, Leônidas Melo, Marcelo Castro, Sigefredo Pacheco, Wellington Dias.

## Parlamentares cassados
Por decisão do Regime Militar de 1964, Chagas Rodrigues foi cassado pelo Ato Institucional Número Cinco não havendo convocação do suplente.

## Origem dos parlamentares do estado
| Origem  | Senadores | Percentual |
| ------- | --------- | ---------- |
| PI      | 23        | 88,45%     |
| CE      | 01        | 3,85%      |
| PB      | 01        | 3,85%      |
| EUA     | 01        | 3,85%      |
| Total   | 26        | 100%       |
| Fontes: |           |            |

| Origem  | Deputados | Percentual |
| ------- | --------- | ---------- |
| PI      | 69        | 82,14%     |
| CE      | 04        | 4,76%      |
| RJ      | 03        | 3,58%      |
| MG      | 02        | 2,38%      |
| AC      | 01        | 1,19%      |
| MA      | 01        | 1,19%      |
| PA      | 01        | 1,19%      |
| SP      | 01        | 1,19%      |
| EUA     | 01        | 1,19%      |
| SUI     | 01        | 1,19%      |
| Total   | 84        | 100%       |
| Fontes: |           |            |